# Corsódromo de Gualeguaychú
El Corsódromo de Gualeguaychú es un espacio destinado a la realización del llamado Carnaval del País en Gualeguaychú, provincia de Entre Ríos, Argentina. También se lo conoce como sambódromo de Gualeguaychú. Es el primero de su tipo en Argentina, con una extensión de 500 metros de largo y un ancho de pista de 10 metros útiles. Tiene una capacidad para aproximadamente 35 mil personas.
Se encuentra ubicado en la antigua estación de trenes de la ciudad. En dicho lugar también se ubican el Parque de la Estación y el Centro de Convenciones Gualeguaychú. Desde el 18 de mayo de 2019 alberga también al Museo del Carnaval.
Fue planificado en 1995 por los arquitectos Raúl Medrano y Domingo Carraza, durante el último año de gestión del intendente Luis Leissa e inaugurado el 18 de enero de 1997, en la primera gestión de Daniel Irigoyen. 
En el corsódromo no solo se realizan las noches del Carnaval del País, sino que también se han desarrollado recitales; como el de Soledad Pastorutti en 1998 y el de la banda de rock La Renga en 2012. Durante algunos años también se realizó la Convención de carnavales del Mercosur, la Fiesta Nacional de Carrozas Estudiantiles y varios encuentros de autos. Otros acontecimientos que se llevan a cabo son las fiestas patrias como el tradicional 25 de mayo y el desfile del 9 de julio. En la parte deportiva se han realizado varias maratones que tiene como recorrido el Corsódromo de Gualeguaychú.
El 14 de agosto de 2020 los concejales de Gualeguaychú votaron una ordenanza mediante la cual el predio de la antigua estación pasó a llamarse José Luis Gestro, en homenaje a uno de los principales animadores del carnaval local e impulsor de la concreción del corsódromo, fallecido en 1999, a los 33 años.